# Lån
Et lån er en aftale mellem to parter, hvor den ene part, långiver eller kreditor, udlåner en genstand eller et pengebeløb, og den anden part, låntager eller debitor (også kaldet skyldneren eller blot låneren), påtager sig en forpligtelse til at levere eller betale det lånte tilbage efter nærmere aftale. Pengelån ydes (bortset fra private lån mellem venner og familie) typisk mod et yderligere vederlag, typisk i form af rente og/eller oprettelsesgebyr. Dette kaldes også for kreditomkostninger.
Långiver siges at have en fordring på låntager. Låntager har en gæld til långiver. 

## Karakterisering af pengelån
En pengefordring, fx en obligation, er typisk givet ved
- sit pålydende, også kaldet hovedstolen
- en regel for tilbagebetaling af hovedstolen, kaldet afdragsprofilen eller amortisationsforløbet
- en regel for rentebetaling
- en regel for rentefastsættelsen

Lån, hvor det beløb, der blev udvekslet ved lånets stiftelse, er lig pålydende siges at være ydet til pari. Modtager låntager ved stiftelsen et mindre (alternativt større) beløb end pålydende, siges lånet at være stiftet ved underkurs (alternativt overkurs).
Perioden mellem tidspunktet for lånets stiftelse og tidpunktet for den sidste betaling, udløbstidspunktet, kaldes lånets løbetid. Tidspunkter for betalinger på lånet kaldes terminer, og oftest er der 1, 2, 4 eller 12 lige fordelte terminer på et år (alternativt anvendes begrebet termin for perioden mellem to terminstidspunkter).
Betalinger på et lån opdeles typisk i rente og afdrag, hvor summen af afdrag over lånets løbetid normalt er lig hovedstolen. Restgælden på et givet tidspunkt er hovedstolen fratrukket alle tidligere betalte afdrag. Et lån, der kun har ét afdrag, nemlig på udløbstidspunktet, kaldes et stående lån. Et lån, der har samme afdrag hver termin, kaldes et serielån.
Rentebetalingen på et terminstidspunkt beregnes typisk på baggrund af en tidligere fastsat rentesats, på obligationer kaldet kuponrenten, delt med antal terminer per år og ganget med restgælden inden afdraget på samme termin. Hvis rentesatsen er konstant i hele lånets løbetid, siges lånet at være fast forrentet, og ellers kaldes det variabelt forrentet.
Et fastforrentet lån, hvor summen af afdrag og rentebetaling er det samme på hvert terminstidspunkt, kaldes et annuitetslån.
Et lån uden udløbstidspunkt, og hvoraf der derfor kun betales rente, kaldes et uamortisabelt lån eller en perpetuitet.

### Sikkerhed
Det er ofte en betingelse for pengelån, at låntager stiller sikkerhed for lånet. Sådan sikkerhed kan være
- pantsætning, enten i form af
  - håndpant, hvor debitor fysisk afgiver det pantsatte, som f.eks. ved give kreditor værdipapirer som sikkerhed i form af pant
  - underpant, hvor kreditor modtager et tinglyst pantebrev i aktiver tilhørende debitor (fast ejendom, løsøre, bil eller lignende).
- Kaution, hvor en eller flere kautionister påtager sig at indfri lånet, såfremt debitor er ude af stand til det.
- Bankgaranti, hvor en bank (mod betaling) indestår for tilbagebetalingen
- Forsikring, som kan tegnes mod manglende betaling i tilfælde af manglende betaling fra en debitor pga. dødsfald eller invaliditet.

### Debitors pligter
I Danmark gælder gældsbrevsloven, hvis bestemmelse i §3 ofte som huskeregel gengives som pengeskyld er bringeskyld (med fortsættelsen: anden skyld er henteskyld) og udtrykker, at debitor ved pengelån har pligt til at betale de aftalte ydelser, men yderligere skal gøre dette til rette tid og på rette sted. Rettidig betaling indebærer, at det er debitors ansvar at ydelsen kommer långiver i hænde inden betalingsfristens udløb, mens rette betalingssted er det af kreditor anviste betalingssted.
Der ligger også i bestemmelsen, at eventuelle omkostninger ved betalingen afholdes af debitor.

### Kreditrisiko
Et lån, hvor en aftalt betaling ikke er sket, siges at være misligholdt, og låntager siges at være i restance.
Typisk kan långiver opsige et lån til umiddelbar indfrielse, hvis restancen har varet længere end en vis periode, og er der stillet sikkerhed for lånet, vil kreditor kunne søge denne realiseret. Samtidigt vil låntager typisk skulle betale en højere rente, kaldet morarente, og et gebyr.
Risikoen for misligholdelse og for tab for långiver som følge heraf, kaldes kreditrisiko.
Låntagere i større lån, herunder internationale obligationslån, vil ofte have underkastet sig en kreditvurdering af et kreditvurderingsbureau (ratingbureau), der udarbejder en bedømmelse af kreditrisikoen og tildeler en karakter (rating), der udtrykker denne.

### Udregning af lån
Herunder følger et eksempel på renteberegningen for et lån
Lån: 100 kr. 12% p.a. 1% pr. mdr.

1. måned 100kr +1%

2. måned 100*0,01+100=101 +1%

3. måned 101*0,01+101=102,01 

K = start kapital 

Kn= ny kapital (det man ender med) 

n= antal tilskrivninger

p= procent: 100*(5%=0,05) 

Kn=K*(1+p)^n
Kn=10.000(1+0,00292)^10= 11,894

### Forbrugslån
Forbrugslån er stillet uden sikkerhed og kan typisk optages hurtigt online. Forbrugslån ydes af finansieringsselskaber, pengeinstitutter og visse butikskæder til finansiering af forbrug. Dette være sig husholdningsanskaffelser i form af varige forbrugsgoder, f.eks. bil, nyt ejendomsinventar eller tilsvarende. Der har tidligere været store forskelle på omkostningsniveauet ved forbrugslån, men nye love har skabt større gennemsigtighed vedr. rente- og gebyrvilkår, mens også forøget konkurrence har reduceret finansieringsomkostningerne.
Der findes mange forbrugslån i Danmark som alle har specialiseret sig inden for forskellige beløbsstørrelser. Via denne type lån udlånes der f.eks. alt fra 5.000 kr. til 300.000 kr. Dog findes der endnu mindre lån, kaldet kviklån.

### Kreditformidler
En kreditformidler er en fysisk eller juridisk person, der ikke optræder som kreditgiver, men som mod betaling af et honorar hjælper låntager med at indhente relevante lånetilbud.